# Аварія DC-8 у Гуантанамо
Рейс 808 American International Airways (AIA) був вантажним рейсом American International Airways (нині Kalitta Air), який зазнав аварії 18 серпня 1993 року під час спроби приземлитися в Лівард Поінт Філд на базі Гуантанамо на Кубі. Усі троє членів екіпажу, які перебували на борту, вижили з серйозними травмами.

## Літак і екіпаж
Це був літак N814CK, McDonnell Douglas DC-8-61(F), виготовлений у грудні 1969 року. Спочатку призначений для пасажирських перевезень, у 1991 році він був проданий AIA та перетворений на вантажний. Літак на момент катастрофи мав наліт 43 947 годин і 18 829 циклів польоту. Його приводили в дію чотири двигуни Pratt & Whitney JT3D-3B.
54-річний капітан Джеймс Чапо приєднався до AIA 11 лютого 1991 року і мав 20 727 годин нальоту. Раніше він літав для Eastern Air Lines з 1966 по 1991 рік. 49-річний перший офіцер Томас Карран приєднався до AIA 3 листопада 1992 року та мав 15 350 годин нальоту. Раніше він літав у компанії Eastern Air Lines з 1968 по 1992 рік і служив у ВМС США з 1963 по 1968 роки під час війни у В'єтнамі. 35-річний бортінженер Девід Річмонд також приєднався до AIA 11 лютого 1991 року та мав 5085 годин нальоту. Раніше він літав у Trans Continental Airlines з 1980 по 1991 рік.
Екіпаж почав свою останню зміну перед катастрофою близько опівночі 17 серпня, вилетівши N814CK з міжнародного аеропорту Даллас/Форт-Ворт до міжнародного аеропорту Ламберта в Сент-Луїсі, штат Міссурі, аеропорту Віллоу-Ран в Іпсіланті, штат Мічиган, і міжнародного аеропорту Хартсфілд-Джексон в Атланті, Джорджія. Переліт до Атланти мав завершити зміну екіпажу. Рейс 808 спочатку планувався для окремого екіпажу в Маямі, штат Флорида, з використанням N808CK, іншого DC-8. Це було скасовано після того, як у N808CK виникли механічні проблеми, тому екіпаж, який трапив у аварію, був перенесений на рейс до Чемберс-Філд у Норфолку, штат Вірджинія, щоб забрати та доставити вантаж, що прямував до Гуантанамо-Бей, і повернутися до Атланти.

## Аварія
Рейс вилетів з Норфолка о 14:13 EST. Він перевозив пошту та швидкопсувні продукти на військово-морську базу Гуантанамо відповідно до контракту AIA з ВМС США. Політ пройшов без пригод до та під час прибуття в диспетчерську зону термінала Гуантанамо. Екіпаж вперше встановив радіозв'язок з диспетчером повітряного руху о 16:34. Диспетчер повідомив інструкції щодо підходу до аеропорту, а також заявив, що використовуваною буде злітно-посадкова смуга 10. Екіпаж попросив змінити це на злітно-посадкову смугу 28, що диспетчер прийняв і видав подальші інструкції щодо посадки. Однак о 16:42 екіпаж знову подав запит на переведення злітно-посадкової смуги на 10, що диспетчер також задовольнив.

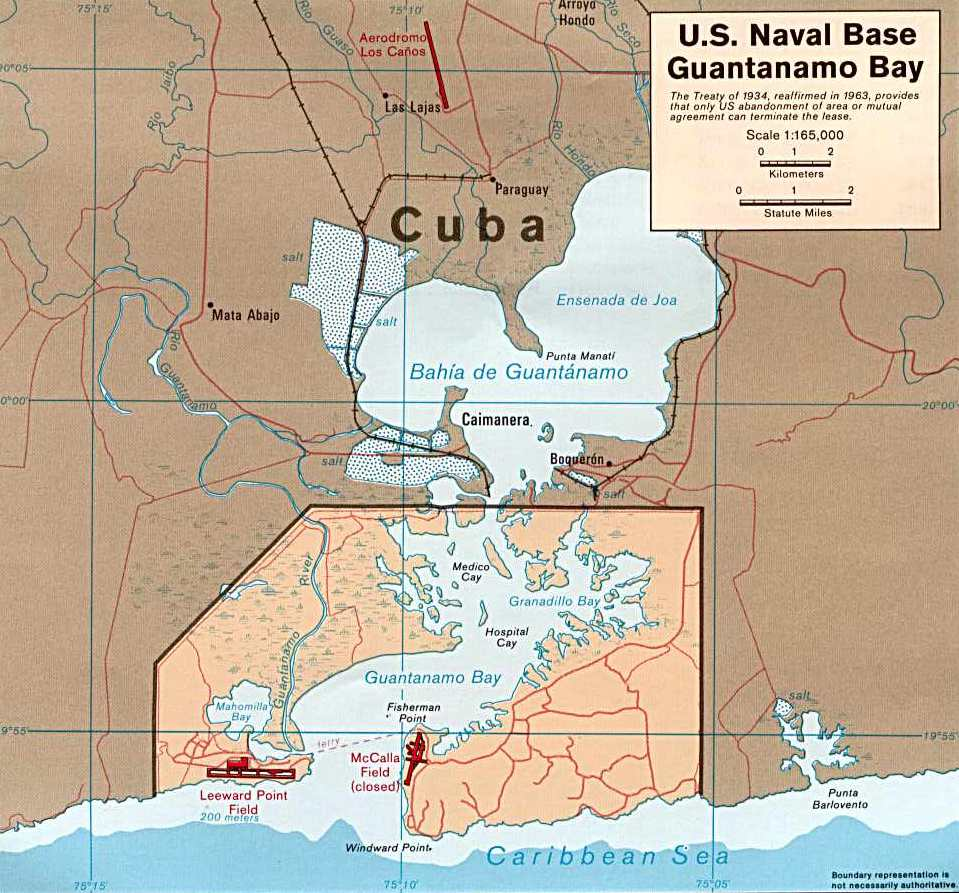
Ця карта затоки Гуантанамо з полем Leeward Point Field, позначеним у нижньому лівому куті, показує обмежену кількість космічних пілотів, які мають вирівнятися з ЗПС 10

Літак почав розворот надто пізно, тому йому довелося зробити крутіший крен, щоб вирівнятися зі злітно-посадковою смугою. Пілот Lockheed C-130 на рампі аеропорту сказав: «Мені здалося, що він повертає до посадки досить пізно, тому я був здивований, коли побачив його під кутом 30-40 градусів AOB [кут нахилу], який намагався досягти кінця. На 400 футів (120 м) над рівнем землі він збільшив AOB щонайменше до 60 градусів, намагаючись вийти на злітно-посадкову смугу та все одно перевищити» На 61—91 м вище рівня землі праве крило заглухло. Ніс нахилився вниз, коли крила повернулися на 90 градусів, і о 16:56 літак врізався в рівну місцевість 427 м від кінця ЗПС. Літак був знищений ударом і вогнем після катастрофи, а його вантаж не було врятовано. Кабіна пілота відокремилася від основних уламків і сповзла по землі, зупинившись перевернутою з усіма трьома членами екіпажу живими всередині, хоча й із серйозними травмами. Було надано спеціальний дозвіл на політ медичного літака над повітряним простором Куби, щоб заощадити час на транспортування екіпажу до лікарні.

## Розслідування
Національна рада з безпеки на транспорті розслідувала аварію. Запис голосу в кабіні пілотів показав, що екіпаж вирішив приземлитися на злітно-посадковій смузі 10 «…щоб побачити, як там…» і планував піти на друге коло і приземлитися на злітно-посадковій смузі 28, якщо промахнеться. Під час заходу на посадку на злітно-посадкову смугу 10 авіадиспетчер наказав екіпажу залишатися в повітряному просторі, позначеному стробоскопом, встановленим на огорожі кубинського кордону. Невідомо диспетчеру, цей стробоскоп не працював у день аварії. Капітан Чапо зосередився на спробі знайти стробоскоп, що змусило його почати поворот надто пізно та не зміг зберегти швидкість під час крутого повороту, незважаючи на попередження інших членів екіпажу.
Перебуваючи на службі з опівночі, на момент катастрофи капітан Чапо не спав 23,5 години, перший офіцер Керран — 19 годин, а бортінженер Річмонд — 21 годину. Погляд назад на режим сну членів екіпажу за 72 години до катастрофи показав, що всі троє накопичили велику заборгованість зі сном через довгі зміни. За 3 дні до катастрофи капітан Чапо спав загалом 15 годин, перший офіцер Керран — 18 годин, а бортінженер Річмонд — 21,5 години. Більшість змін екіпажу робили вночі, тому їм доводилося спати вдень, що порушувало їхній циркадний ритм. Це посилювало наслідки втоми для екіпажу, зокрема капітана Чапо, який страждав від різних симптомів, включаючи порушення здатності судити через його рішення приземлитися на злітно-посадковій смузі 10, його когнітивну фіксацію на спробі знайти стробоскоп, поганий зв'язок з екіпажем. про їхню швидкість, що зменшується, і його повільну реакцію на уникнення зриву та вихід зі зриву.

NTSB визначила ймовірні причини:
Порушення оцінки, прийняття рішень і льотних здібностей капітана та льотного екіпажу через наслідки втоми; нездатність капітана належним чином оцінити умови для посадки та підтримувати пильну обстановку літака під час маневрування на фінальному заході на посадку; його нездатність щоб запобігти втраті повітряної швидкості та уникнути звалювання під час повороту на крутому берегу; і його нездатність виконати негайні дії для виходу із звалювання.

## Наслідки
Рейс 808 AIA став першою авіаційною катастрофою, ймовірною причиною якої була названа втома пілота. NTSB видав рекомендацію Федеральному управлінню цивільної авіації переглянути та оновити правила щодо розкладу екіпажу та обмеження часу виконання обов'язків, щоб включити останні дослідження впливу втоми.
Капітан Чапо отримав травми спини, через які він не міг повернутися до комерційних польотів. Через тяжкість поранень першому офіцеру Керрану довелося ампутувати праву ногу. Зрештою він відновив свій льотний статус і повернувся до польотів як капітан DC-8 в AIA. У 2000 році він став дослідником авіаційної безпеки NTSB (операції), а пізніше працював інспектором з безпеки польотів Федеральної авіаційної адміністрації (керівник програми екіпажу B-767) в офісі управління сертифікатами Delta. Бортінженер Річмонд також зумів відновитися та повернутися до вантажних рейсів, зрештою став капітаном Frontier Airlines до виходу на пенсію у 2018 році.

## Культурні аспекти
Катастрофа рейсу 808 була показана в 19-му сезоні Mayday під назвою Borderline Tactics.